# جایزه بزرگ غرب ایالات متحده آمریکا ۱۹۸۳
جایزه بزرگ ایالات متحده آمریکا ۱۹۸۳ (به‌طور رسمی جایزه بزرگ تویوتا لانگ بیچ) یک مسابقه اتومبیلرانی فرمول یک بود که در ۲۷ مارس ۱۹۸۳ در لانگ بیچ، کالیفرنیا برگزار شد. این مسابقه دومین دور از مسابقات فرمول یک فصل ۱۹۸۳ بود.
مسابقه ۷۵ دور به طول انجامید که جان واتسون راننده ایرلندی تیم مک لارن - فورد برنده آن شد. واتسون پنجمین و آخرین پیروزی خود در فرمول ۱ را با شروع از رده ۲۲ به دست آورد، پایین‌ترین رتبه ای که یک راننده در یک مسابقه فرمول یک تونسته است برنده یک مسابقه شده باشد. نیکی لائودا هم تیمی اتریشی او، در رده دوم ایستاد که او نیز از رده ۲۳ مسابقه را آغاز کرده بود، رنه آرنوکس فرانسوی نیز یا خودرو فراری سوم شد.
این آخرین مسابقه مسابقه لانگ بیچ به عنوان یک رویداد فرمول یک بود، قبل از اینکه کریس پوک، برگزارکننده مسابقات لانگ بیچ، به سری کارت ایندی‌کار روی بیاورد.